# لانتانا إبرية
لانتانا إبرية (الاسم العلمي:Lantana aculeata) هي نوع هجين من النباتات تتبع جنس اللانتانا من الفصيلة اللويزية.